# JIPPO
JIPPO is een Finse voetbalclub uit de plaats Joensuu. In 2001 werd de club opgericht na een fusie tussen JiiPee en Ratanat. De traditionele kleuren zijn rood-wit-zwart.